# Chlorophytum borivilianum

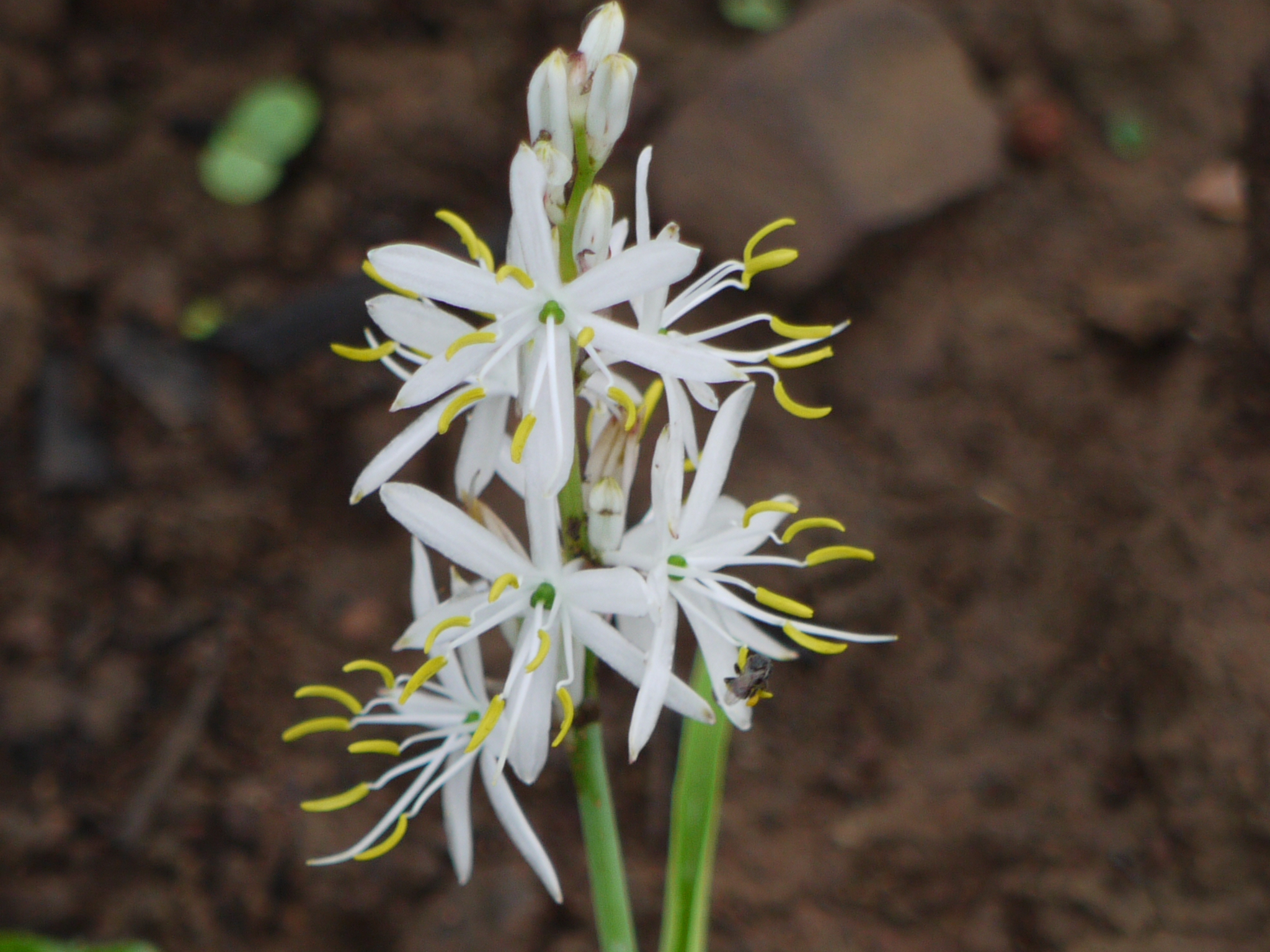
Flores

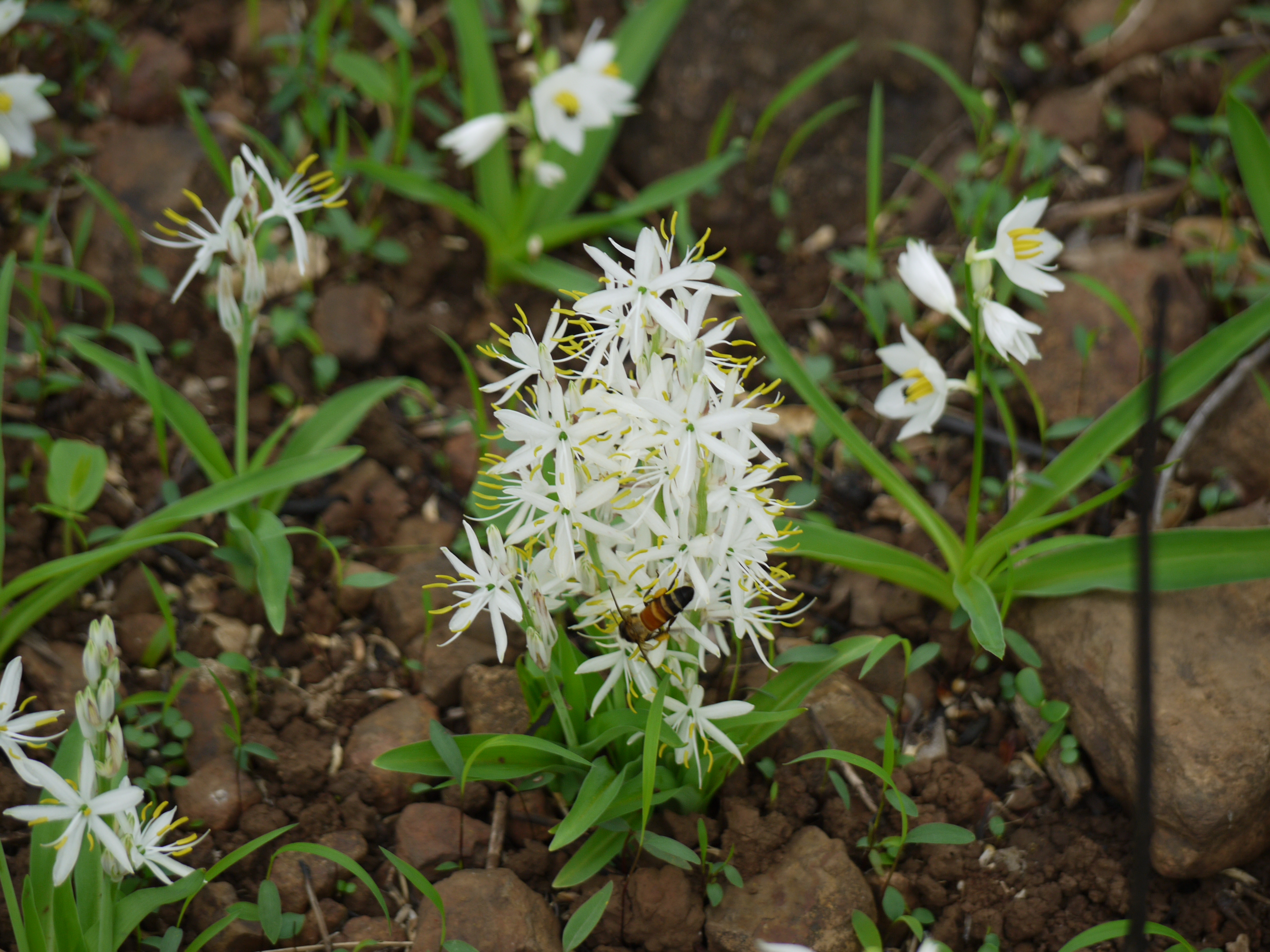
Planta completa

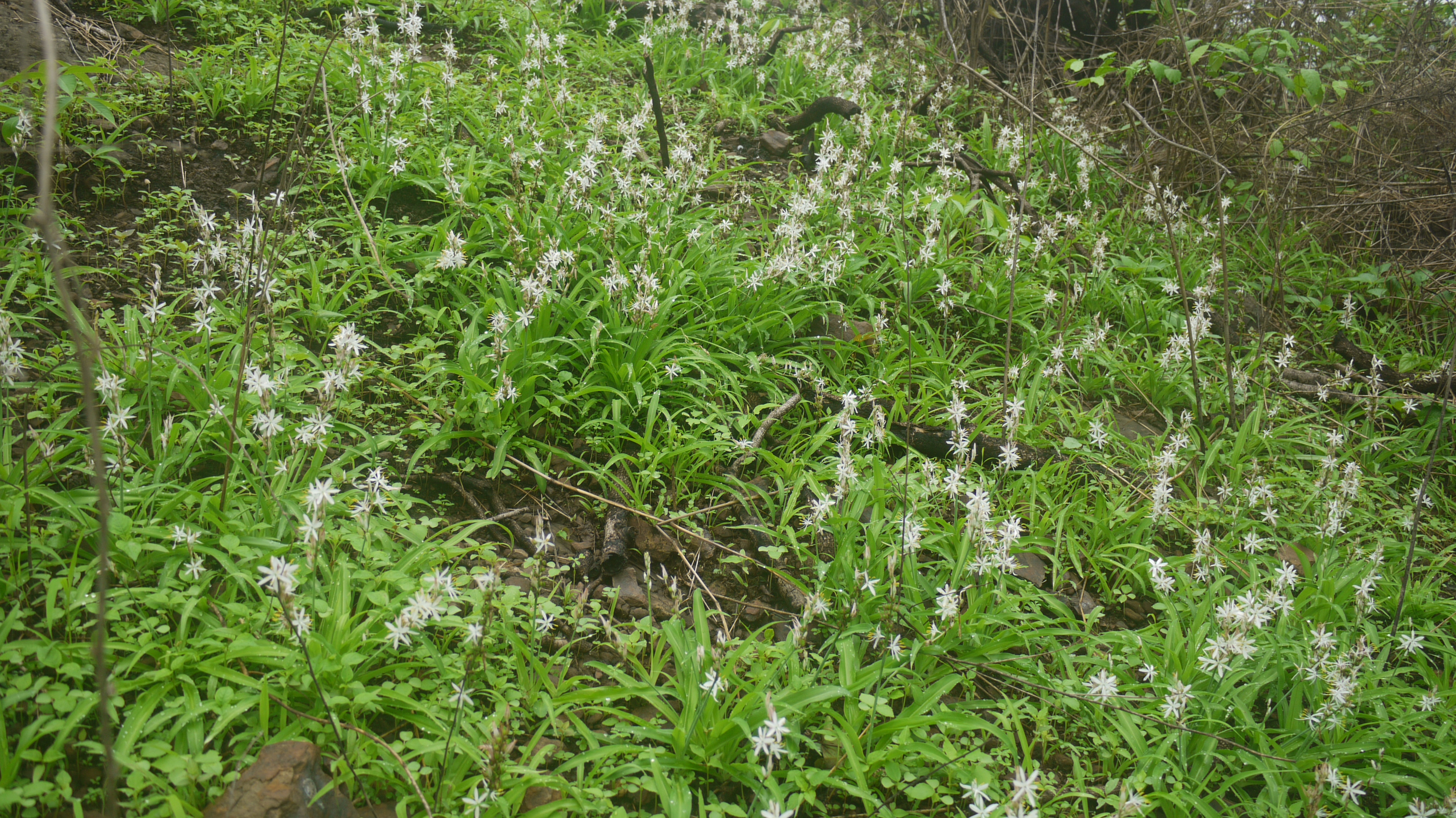
Planta cultivada

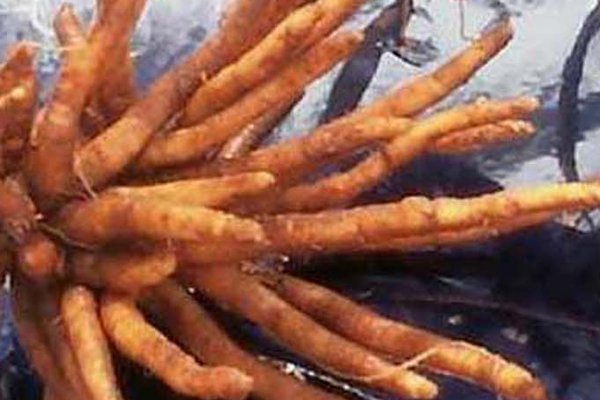
Raiz usada em fitoterapia

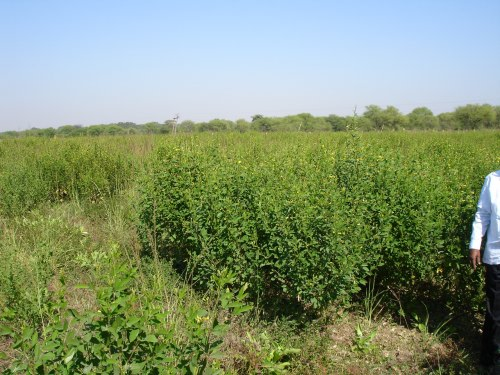
Fazenda de cultivo da planta em Chhattisgarh-India

Chlorophytum borivilianum é uma erva com folhas lanceoladas, das florestas úmidas tropicais na área penínsular da Índia. O nome Hindi desta planta é safed musli.
É cultivado e comido como um vegetal de folha em algumas partes da Índia, e suas raízes são usadas medicinalmente como um tônico sexual sob o nome de safed musli. Seu valor medicinal pode derivar do seu conteúdo de saponina, que é de até 17 por cento em peso seco da raiz. Também foi sugerido recentemente que ele pode produzir um agente afrodisíaco. À medida que a demanda medicinal aumentou, a planta passou a ser cultivada. As saponinas e os alcalóides presentes na planta são a fonte das suas alegadas propriedades afrodisíacas.
Na medicina tradicional da Índia é usado como Rasayan(termino do início da medicina ayurvédica, que significa a ciência do alongamento da vida útil) ou adaptógeno.

## Uso Fitoterápico
Estudo em ratos identificou os resultados positivos da Chlorophytum borivilianum na qual reverteu significativamente os níveis elevados de glicose plasmática, triglicerídeos, colesterol e corticosterona sérica e também reduziu o índice de úlcera, o peso da glândula adrenal mais efetivamente do que o medicamento padrão (diazepam) em ratos.
O efeito sobre o libido(afrodisíaco) foi avaliado em ratos  sendo que teve uma ação afrodisíaca marcada, aumento da libido, vigor sexual e excitação sexual e aumento da contagem de espermatozoides nestes animais.